# Augastes
Az Augastes magyarul pajzsos kolibrik, a madarak osztályának sarlósfecske-alakúak (Apodiformes) rendjébe és a kolibrifélék (Trochilidae) családjába tartozó nem. Az alcsaládi besorolása bizonytalan, egyes szervezetek a remetekolibri-formák (Phaethornithinae) alcsaládjába sorolják ezt a nemet.

## Rendszerezésük
A nemet John Gould angol ornitológus írta le 1849-ben, jelenleg az alábbi két faj tartozik ide:
- csuklyás pajzsoskolibri (Augastes lumachella)
- pajzsos kolibri (Augastes scutatus)

## Előfordulásuk
Brazília területén honosak. A természetes élőhelyük szubtrópusi és trópusi síkvidéki és hegyi esőerdők és cserjések.

## Megjelenésük
Átlagos testhosszuk 9-10 centiméter közötti.

## Életmódjuk
Nektárral táplálkoznak.